# Hickelia perrieri
Hickelia perrieri là một loài thực vật có hoa trong họ Hòa thảo. Loài này được (A.Camus) S.Dransf. mô tả khoa học đầu tiên năm 1994.